# Louis Guindez
 (mars 2012).
Si vous disposez d'ouvrages ou d'articles de référence ou si vous connaissez des sites web de qualité traitant du thème abordé ici, merci de compléter l'article en donnant les références utiles à sa vérifiabilité et en les liant à la section « Notes et références ».

Louis Guindez, né le 18 juillet 1889  dans la commune de Sillery (Marne) et mort le 5 mars 1978 à Provins (Seine-et-Marne) est un architecte et aquarelliste du XXe siècle.

## Biographie

### Enfance et éducation
Louis Guindez naît le 18 juillet 1889 dans la petite commune de Sillery, située dans la Marne. Il est le fils de François Victor Guindez, tailleur de pierre, et d’une mère couturière. Au début du XXe siècle, la famille déménage à Saint-Quentin, où le père est engagé pour la construction des nouvelles écluses du canal de la ville.
Il fut élève au lycée Henri Martin et suivit en parallèle des cours de dessin auprès de Jules Alexandre Patrouillard Degrave à l'École Maurice-Quentin de la Tour, ainsi que des cours d'architecture à la Société industrielle, dispensés par Gustave Émile Delmas, également connu sous le nom de Malgras-Delmas (1863-1923).

### Formation
Le 18 mai 1906, Gustave Malgras-Delmas atteste que Louis Guindez a suivi des études théoriques et pratiques en architecture, ce qui lui permet de passer le concours d'entrée à l'École des Beaux-Arts de Paris en 1907. Admis en seconde classe le 6 janvier 1908, avec le soutien financier de la Ville de Reims, il s'y distingue comme un élève appliqué. Son professeur et chef d'atelier, Henri Deglane (1855-1931), architecte du Grand Palais à Paris, souligne dans une lettre datée du 25 janvier 1908 sa régularité, ses excellentes capacités et ses progrès constants, le décrivant comme « très intéressant, très travailleur et méritant les plus grands encouragements ». Il figure également parmi les élèves de Gustave Umbdenstock (1866-1940), l'architecte de la gare de Saint-Quentin (Aisne).
Pendant ses études à Paris, il se distingue en remportant le 2e prix Rougevin et le 2e prix de composition décorative. Il est médaillé à quatre reprises et participe aux concours en loge pour le Grand Prix de Rome. Il décroche également la médaille d’argent des hautes études d’architecture décernée par la Société des Architectes Diplômés par le Gouvernement (S.A.D.G.), dont il est membre. Il obtient son diplôme d’architecte le 9 juin 1911.

### Carrière
Diplômé en architecture en 1911, il s'installe à Paris, où il réside jusqu'en 1918. Durant cette période, il participe à plusieurs concours nationaux et internationaux, seul ou en collaboration avec d'autres architectes. Son activité se concentre principalement sur le département de l'Aisne, notamment à Saint-Quentin. En 1919, à l'âge de 30 ans, il retourne dans cette ville, où il poursuit le reste de sa carrière. En 1925, il devient architecte municipal et joue un rôle majeur dans la reconstruction de la ville, assumant la responsabilité des édifices et monuments publics de Saint-Quentin. Louis Guindez est également architecte des communes de Pontru et Contescourt.
Louis Guindez est chargé dès 1920 par la ville de Saint-Quentin d’élaborer des dossiers de dommages de guerre pour plusieurs bâtiments municipaux, dont l’Hôtel de Ville. Bien que son premier projet de restauration néo-gothique soit refusé par les Beaux-Arts, il propose en 1924 une salle du conseil dans un style « moderne » pour l’époque, que l’on qualifie aujourd’hui comme « Art déco ». Il conçoit les boiseries, sculptures, ferronneries, luminaires et mobilier, dépassant ainsi le simple rôle d'architecte.
La réorganisation complète de l’Hôtel de Ville constitue l'œuvre majeure de Guindez. Intérieure classé Monument Historique par un arrêté du 29 août 1984, est sélectionné en 1928 par l'architecte Jean Virette pour illustrer un recueil prestigieux de photographies sur l’architecture intérieure française de l’époque. Grâce à ce travail, Louis Guindez porte la renommée de Saint-Quentin bien au-delà de ses frontières. Témoignant de son influence régionale, il participe également à la conception du pavillon de la Picardie pour l'Exposition internationale des arts et des techniques de 1937 à Paris.
Après avoir pris sa retraite en février 1942, il s’installe à Paris et dans sa maison de Soisy-Bouy en Seine-et-Marne. Louis Guindez s’éteint le 5 mars 1978 à Provins (Seine-et-Marne).

## Ses réalisations architecturales
- La salle du Conseil municipal de l'Hôtel de ville de Saint-Quentin;
- Le monument de 1557, conçu initialement en 1893 par l'architecte Charles Heubès et le sculpteur Corneille Theunissen, est fondu par les Allemands en 1918. Ce n'est qu'en 1931 qu'il est rétabli à l'identique par Louis Guindez;
- Le pont du canal, remis au goût du jour en 1934;

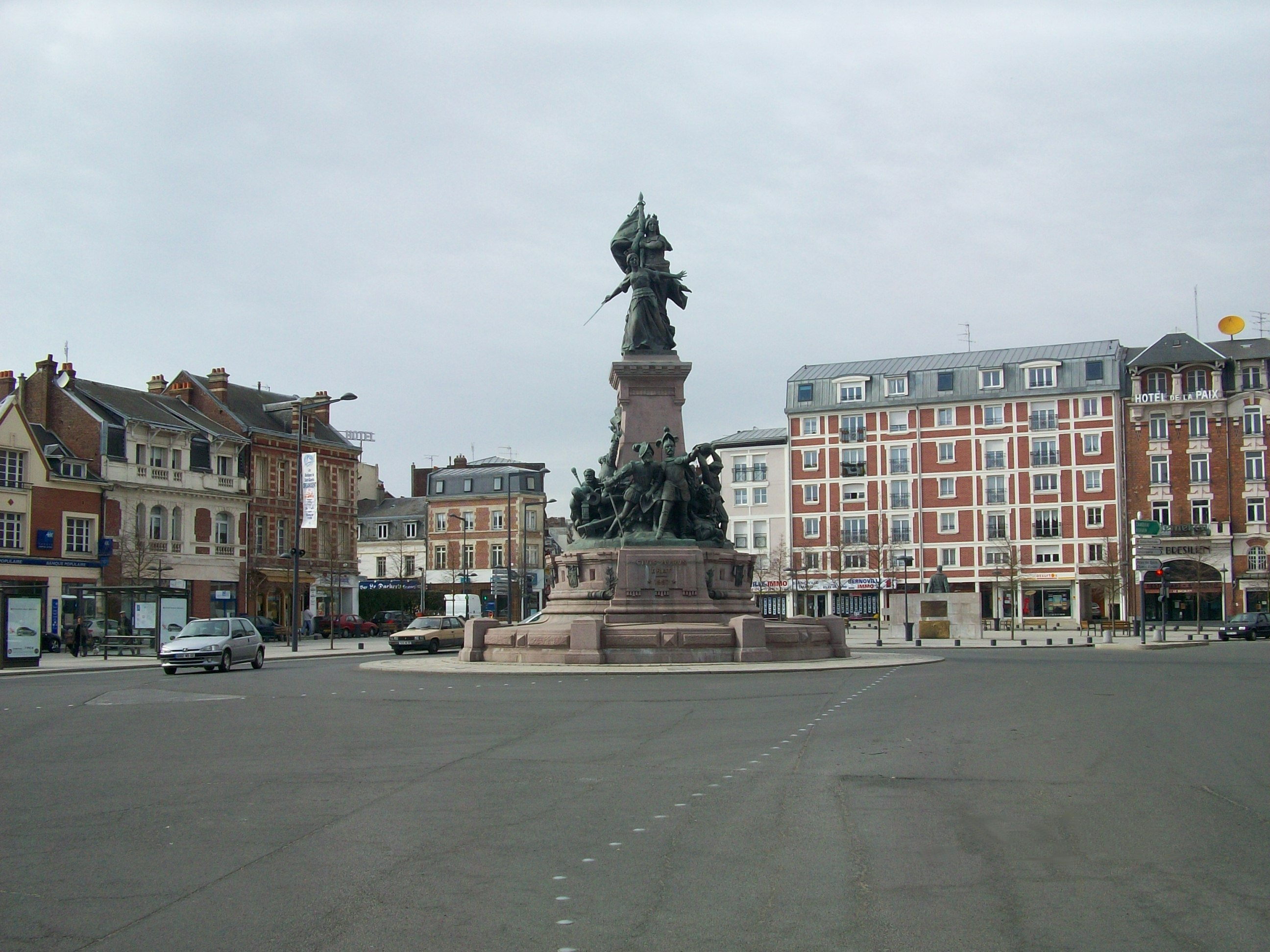
Le Monument de 1557
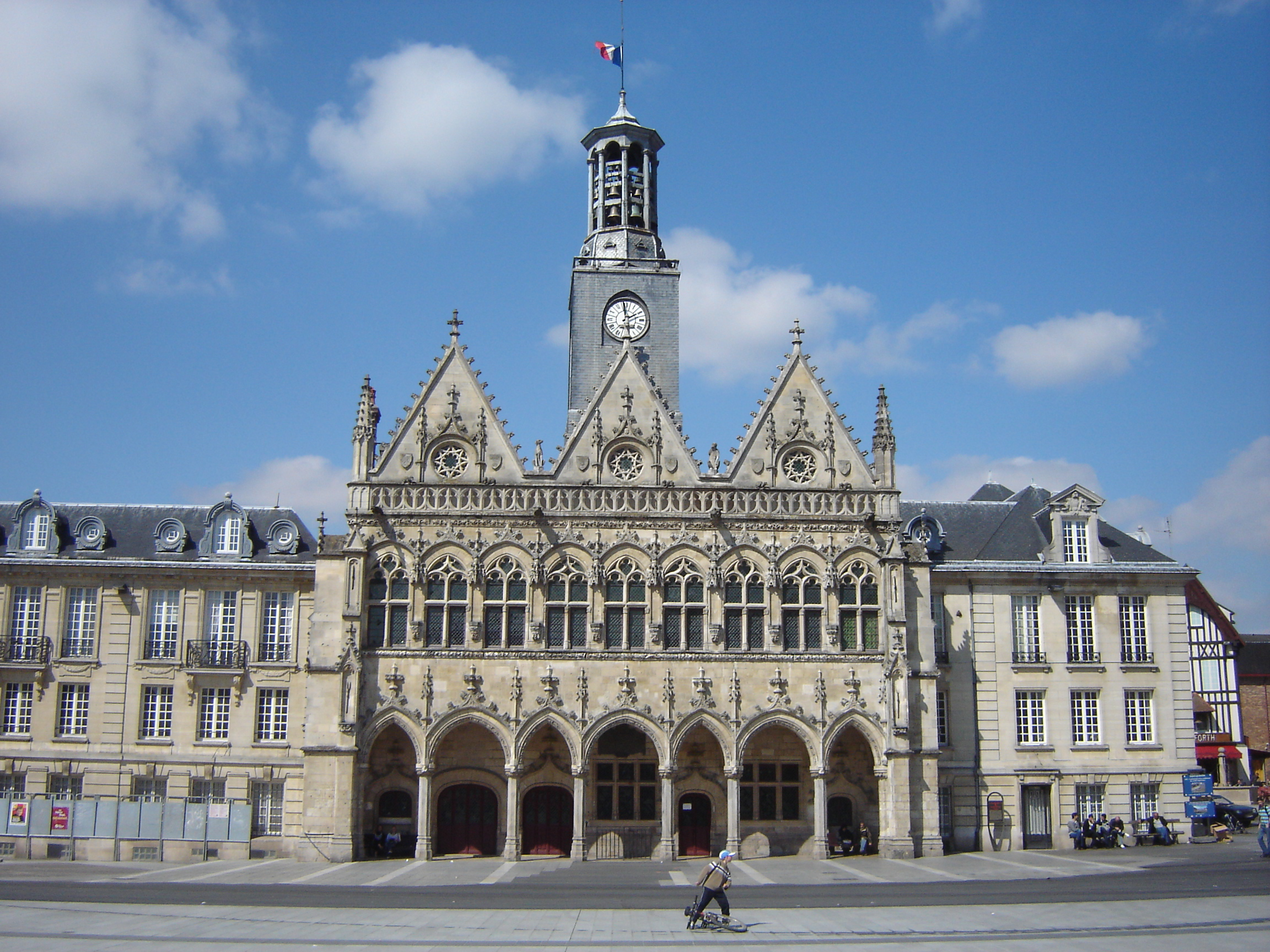
L'Hôtel de Ville de Saint-Quentin